# غرانت كورتيس
غرانت كورتيس (بالإنجليزية: Grant Curtis)‏ هو منتج أفلام أمريكي، ولد في القرن العشرين.

## وصلات خارجية
- غرانت كورتيس على موقع IMDb (الإنجليزية)
- غرانت كورتيس على موقع قاعدة بيانات الفيلم (الإنجليزية)